# Pfarrhaus Langennaundorf

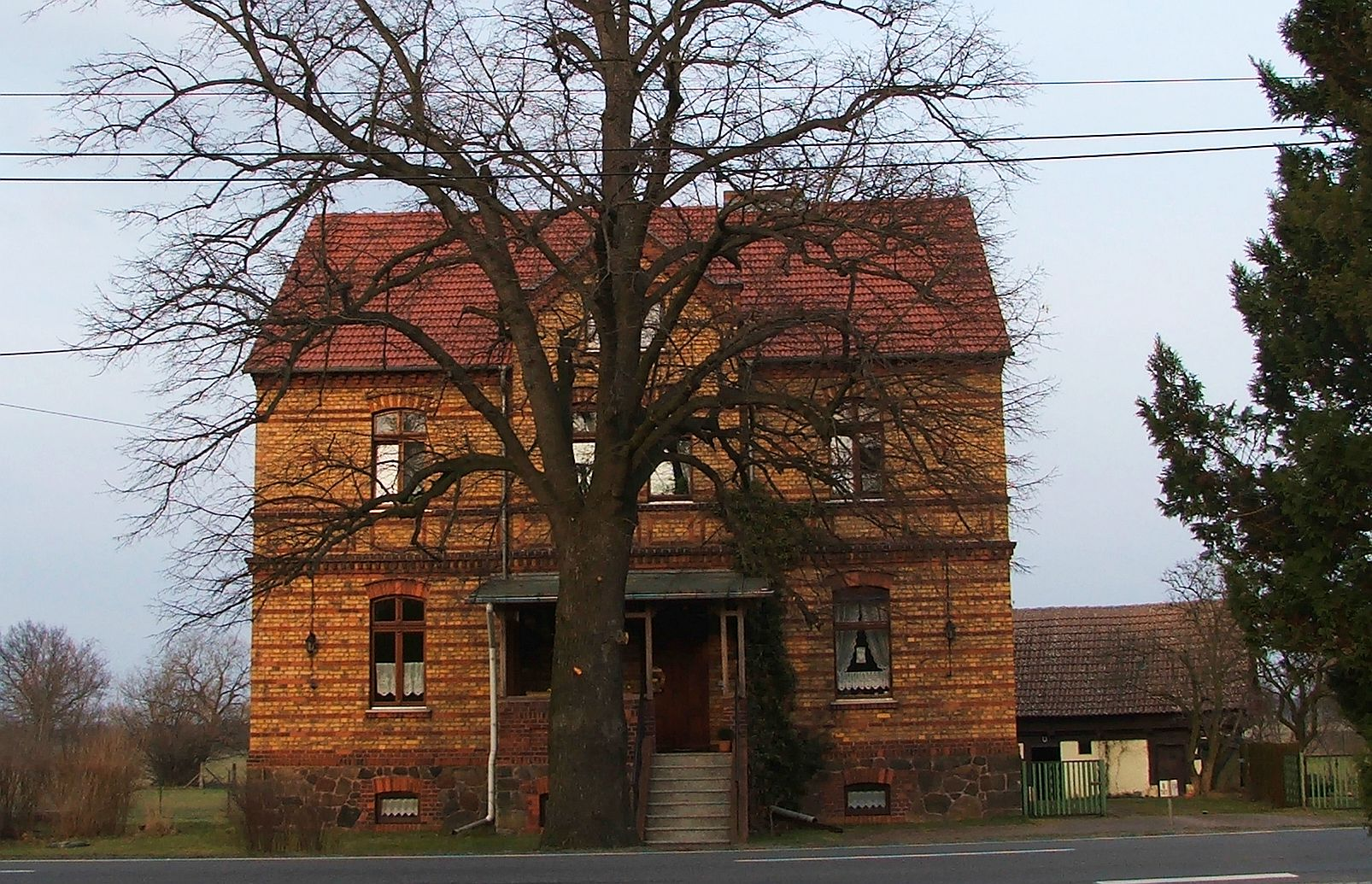
Ehemaliges Pfarrhaus Langennaundorf, im Hintergrund ist der alte Stallspeicher zuerkennen.

Das ehemalige Pfarrhaus Langennaundorf ist ein denkmalgeschütztes Gebäude in der Dorfstraße 19 im Ortsteil Langennaundorf in der Kleinstadt Uebigau-Wahrenbrück im südbrandenburgischen Landkreis Elbe-Elster. Es ist etwa 200 Meter nördlich der evangelischen Kirche gelegen eines der markantesten Gebäude des Dorfes.

## Baubeschreibung und -geschichte
Der markante Gründerzeitbau ist heute ortsbildprägend. Er wurde im Jahre 1889 nach dem Abbruch eines am Standort befindlichen Vorgängerbaus am nördlichen Dorfanger von Langennaundorf errichtet. Bei dem Gebäude handelt es sich um einen zweigeschossigen Sichtziegelbau mit Satteldach. Der straßenseitige Zugang ist über eine Freitreppe mit einem hölzernen Windfang möglich. Im Inneren des Gebäudes befinden sich unter anderem im Erdgeschoss ein breiter Vorderflur, einige Wohnräume und der einstige Gemeindesaal. Im Obergeschoss sind einige Wohnräume und Kammern zu finden.
Zum denkmalgeschützten Gebäude-Ensemble gehört des Weiteren der Fachwerkbau eines ehemaligen Stallspeichers, dessen Dachkonstruktion ein einfacher Längsverband bildet. Dieses Gebäude stammt noch aus dem 18. Jahrhundert.